# Frank Ripploh
Frank Ripploh (noto anche come Peggy von Schnottgenberg) (Rheine, 2 settembre 1949 – Rheine, 24 giugno 2002) è stato un regista, attore e sceneggiatore tedesco.
Ripploh divenne noto per il suo film Ai cessi in tassì (Taxi zum Klo, 1980), nel quale era protagonista, autore e regista. 

## Biografia
Con il film Ai cessi in taxi Ripploh acquisì improvvisa fama e il film divenne un cult-movie dell'era ante-AIDS. Ripploh rese pubblica la propria omosessualità e finì nel 1978 sulla copertina del periodico Stern. Questa pubblicità gli procurò problemi con l'autorità scolastica, in quanto insegnante delle superiori. Nel 1981 Ripploh vinse con il suo film, girato con un budget di soli centomila marchi, il premio Max-Ophüls.
Già prima era autore, con lo pseudonimo "Peggy von Schnottgenberg", di racconti brevi e attore in film di Rosa von Praunheim ("Axel von Auersperg", "Monolog eines Stars") e di Ulrike Ottinger ("Betörung der blauen Matrosen" und "Madame X"). In questi film recitava pure Tabea Blumenschein, che Ripploh avrebbe ingaggiato, poi, per il suo "Ai cessi in Taxi".
Già nel 1978 aveva fatto parlare di sé con una diashow ("Blutsturz oder wie ein Stern in der Nacht") durata una settimana, a Berlino nel "Capitol Dahlem".
Nel 1979 ebbe un ruolo secondario sotto la regia di Elfi Mikesch ("Execution - A Study of Mary") e nel 1982 in "Querelle de Brest", l'ultimo film di Rainer Werner Fassbinder. Accanto a Fassbinder come autore, nel 1982 ebbe pure un piccolo ruolo di gangster nel giallo fantascientifico "Kamikaze 1989".
Dal 1992 al 1994 collaborò da esterno ai settimanali "Die Woche" e "Der Stern", scrivendo critiche cinematografiche, ritratti di registi ed interviste.
Negli ultimi anni della sua vita, visse noleggiando film di wrestling e fu produttore del film hardcore "Strip & Fick".
Morì nel 2002 per un tumore. Rosa von Praunheim scrisse allora "Aveva un umorismo nero e spesso ridevamo a crepapelle dei difetti dei nostri amanti".

## Filmografia
- 1974 Axel von Auersperg (attore)
- 1975 Monolog eines Stars (attore)
- 1975 Betörung der blauen Matrosen (attore)
- 1977 Madame X (attore e assistente di regia)
- 1979 Execution - A Study of Mary (attore)
- 1980 Taxi zum Klo (autore, regista, attore protagonista) - Versione italiana: Ai cessi in tassì.
- 1982 Querelle de Brest (attore)
- 1982 Kamikaze 1989 (attore)
- 1986 Miko – Aus der Gosse zu den Sternen (regista e attore)
- 1987 Taxi nach Kairo (regista e attore)
- 2001 Strip & Fick (regista e produttore)